# Playmates (pel·lícula de 1912)

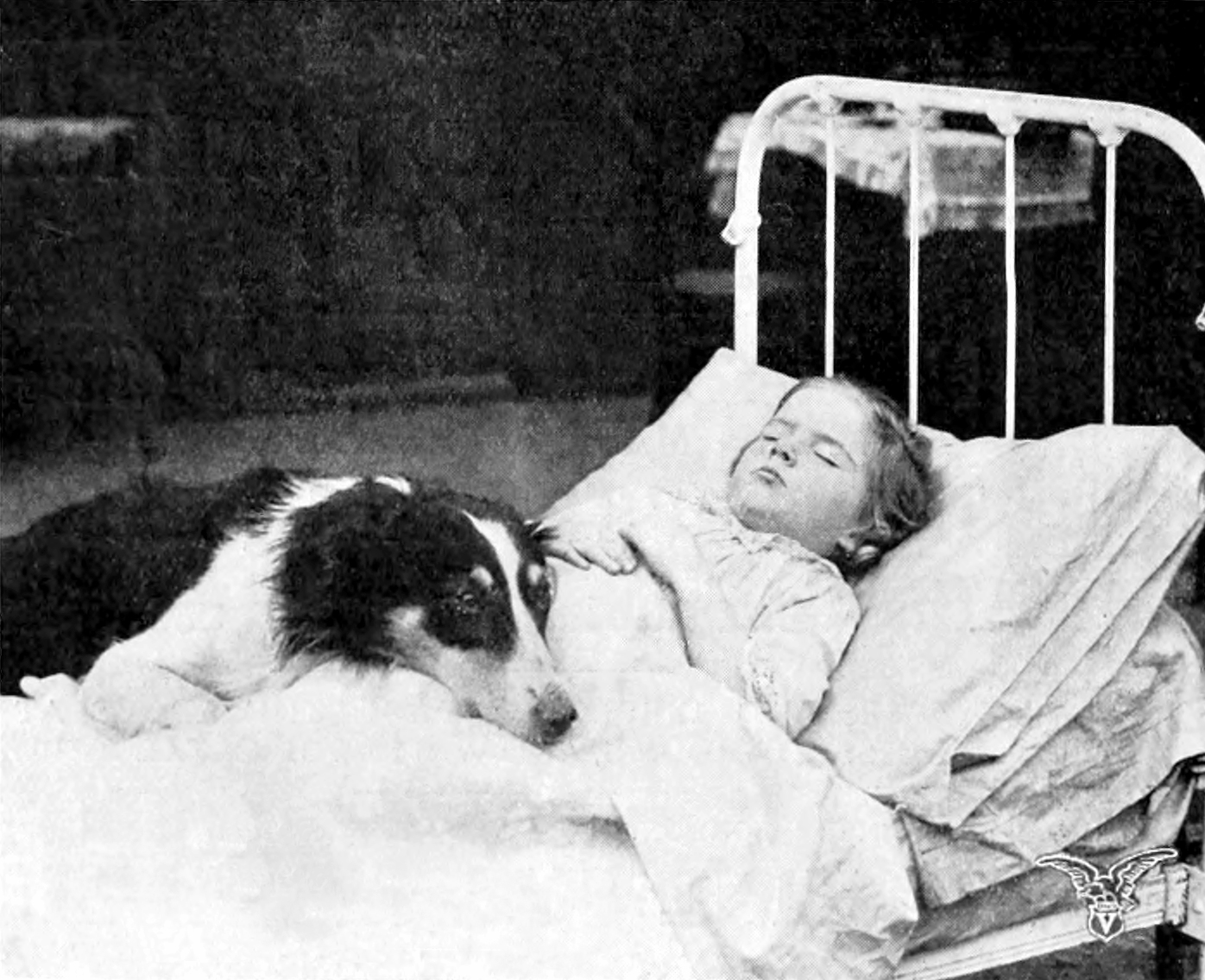
Florence Foley i Jean en un fotograma de la pel·lícula

Playmates és una pel·lícula muda estatunidenca produïda per la Vitagraph, dirigida per Laurence Trimble i interpretada per Julia Swayne Gordon i Alec B. Francis, entre d'altres. Va ser estrenada el 10 de febrer de 1912.

## Argument
Ronald és el fill únic d'una família acabalada però a casa es veu obligat a entretenir-se tot sol amb les seves moltes joguines. Tot i que té una mainadera, quan estan sols ella es dedica a llegir i es desentén del noi. Un dia, passejant amb un petit carretó tirat per un poni, es troba un gos coix i abandonat i de seguida es fan amics. Tot i que els seus pares el volen allunyar, el gos els segueix fins a casa i l'acaben acollint. Allà es fan companyia mútuament i acaben essent grans amics.
Un dia el noi cau malalt. El doctor no aconsegueix que el noi millori i els pares estan desesperats. L'únic que poden fer és que el noi descansi molt tranquil però la febre i el deliri ho impedeixen per lo que el doctor li administra un calmant. Tot i així el doctor fa tothom fora de l'habitació i es queda vetllant el nen. “Jean”, el gos, que ha intentat moltes vegades entrar a l'habitació a veure què fa el seu amic però que sempre ha estat expulsat, aconsegueix al final jeure al costat del nen quan el doctor acaba adormint-se. En obrir els ulls, el doctor observa com el noi dorm tranquil abraçat al seu gos i crida els pares a observar l'escena i a demanar-los que si els deixen així el noi es recuperarà.

## Repartiment
- Julia Swayne Gordon (Mrs. McCumber, la mare)
- Hazel Neason (la mainadera)
- Alec B. Francis (el metge)
- Florence Foley (Ronald McCumber, el nen)
- Edith Halleran (l'infermera)
- Wallace Reid (convidat)
- Jean (el gos)